# Żłobista Turnia

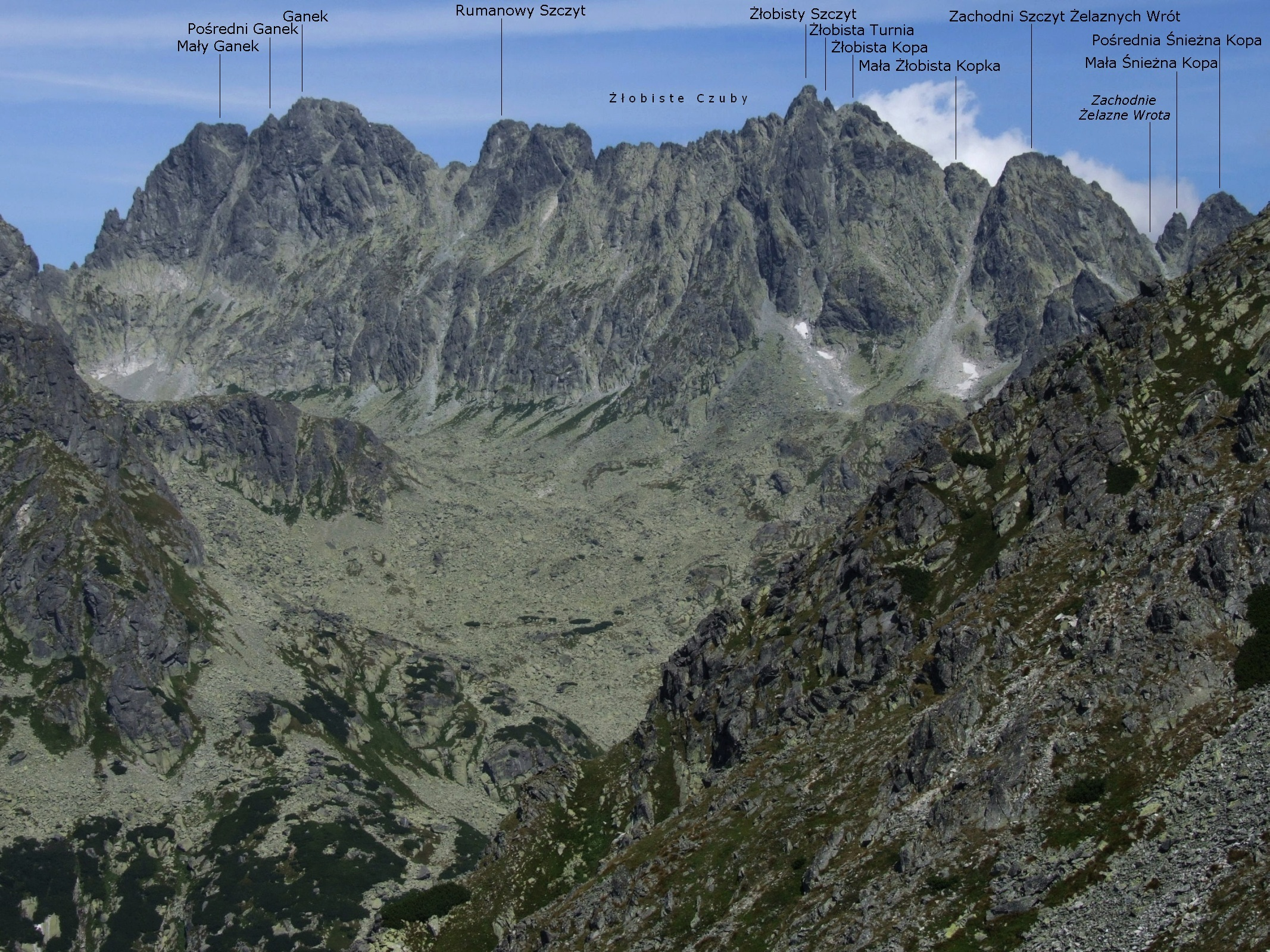
Widok z podejścia na Przełęcz pod Osterwą

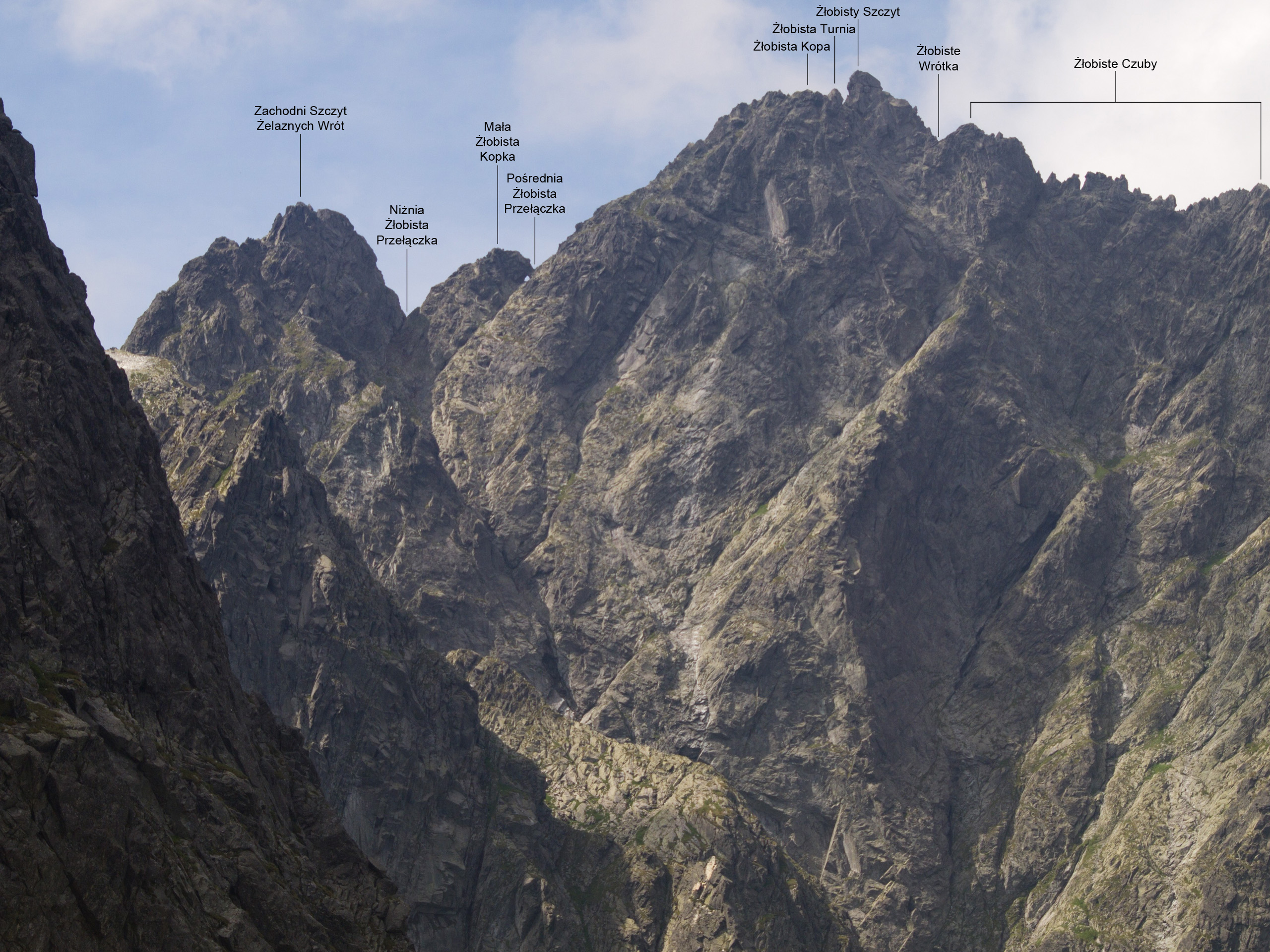
Widok z Doliny Litworowej

Żłobista Turnia (słow. Wachterova veža, ok. 2418 m) – turnia w masywie Żłobistego Szczytu w słowackich Tatrach Wysokich. Znajduje się w głównej grani Tatr po południowo-wschodniej stronie Żłobistego Szczytu, oddzielona od niego Wyżnią Żłobistą Ławką. Od położonej nieco niżej Żłobistej Kopy oddziela ją Niżnia Żłobista Ławka. Na południowo-zachodnią stronę (po stronie Dolinki Rumanowej) opada z niej filarek, na północno-zachodnią (Dolina Kacza) stroma ściana wspólna dla całego masywu Żłobistego Szczytu i Żłobistych Czub.
Janusz Chmielowski w 1912 r. o turni tej pisał: „Nader śmiała w kształtach, ostra iglica”. Wejście z Niżniej Żłobistej Ławki na Żłobistą Turnię to I w skali tatrzańskiej. Dalej powrót tą samą drogą, lub 8-metrowy zjazd na Wyżnią Żłobistą Ławkę.
Drogi wspinaczkowe:
1. Południowo-wschodnią granią z Niżnej Żłobistej Przełączki na Żłobisty Szczyt; I, miejsce II w skali tatrzańskiej, czas przejścia 1 godz.[2]